# Sint-Andreaskerk (Krakau)
De Sint-Andreaskerk (Pools: Kościół świętego Andrzeja) is een van de oudste kerken in het historisch centrum van Krakau en wordt gezien als een van de mooiste romaanse bouwwerken in Polen. Het bouwwerk is een beschermd architectonisch monument.

## Geschiedenis

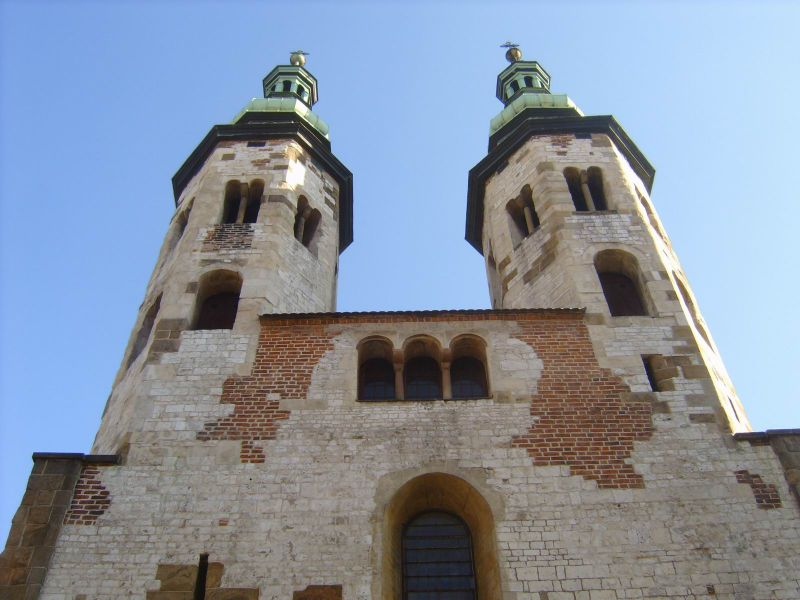
De twee romaanse torens

De van oorsprong romaanse kerk werd tussen 1079 en 1098 in opdracht van de paltsgraaf Sieciech gebouwd en werd gewijd aan Sint-Andreas de apostel. Het bouwwerk is rond 1200 uitgebreid, waarbij de torens en zijbeuken werden verhoogd en een transept is toegevoegd.
De weerkerk weerstond de Mongoolse aanval van 1241, maar werd gedeeltelijk verwoest tijdens de tweede Mongoolse aanval in 1260. De gevel bevat kleine openingen die voor defensieve doeleinden kunnen worden gebruikt.

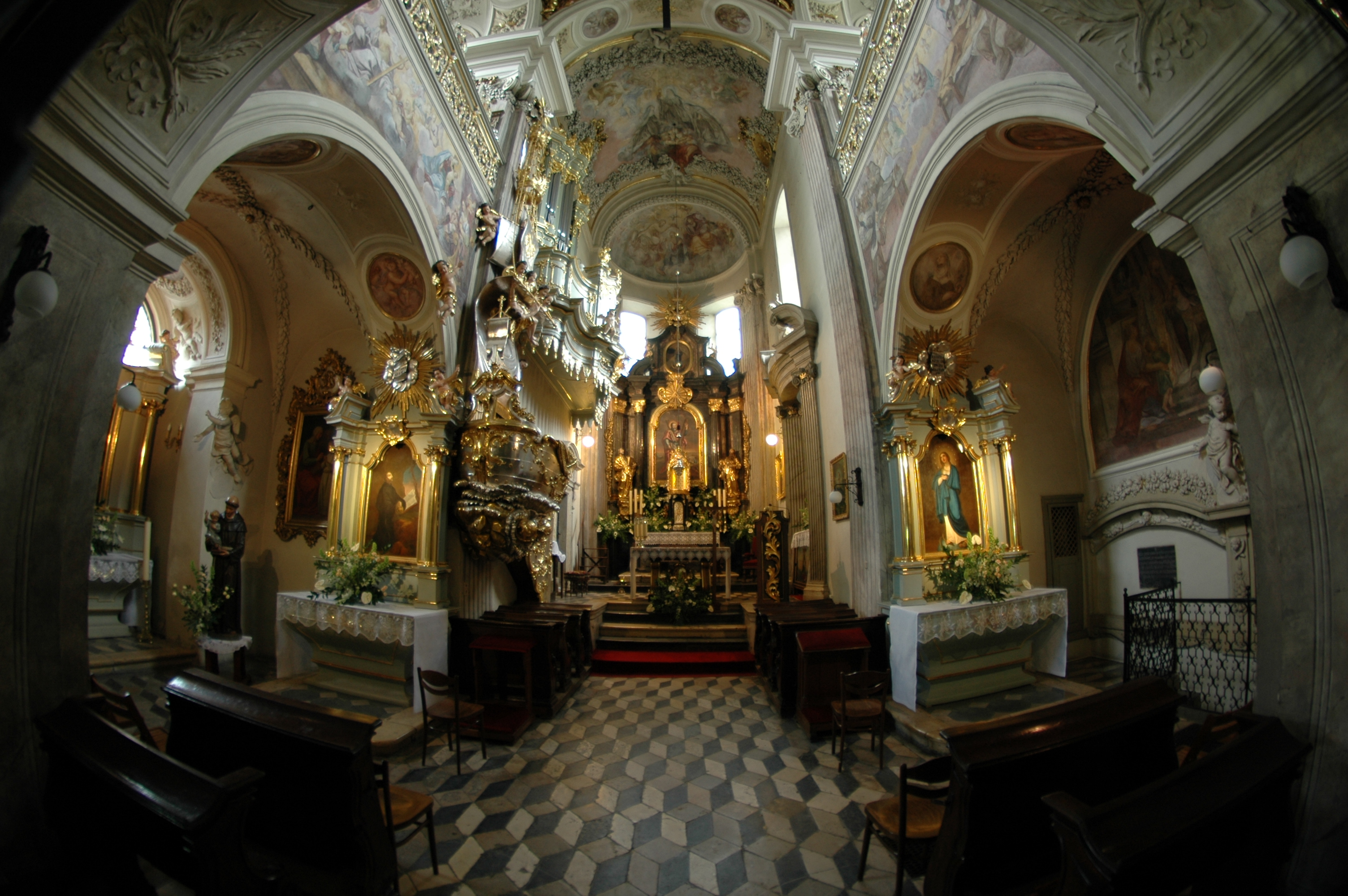
Interieur van de kerk

In de 14e eeuw is een gotische grafkapel voor de familie Tęczyński gebouwd. Tijdens de bouw van deze kapel werd een kleine apsis aan de noordelijke arm van het transept gesloopt. In 1316 stichtte Wladislaus de Korte een gotische abdij tegen de kerk aan, die in 1320 door de clarissen werd overgenomen. De gotische oratorium stamt uit die periode.
De barokke koepels werden in 1693 op de achthoekige torens gezet. Rond 1702 was de kerk in de barokstijl door Baldassare Fontana gerenoveerd. Franciszek Placidi was verantwoordelijk voor het hoogaltaar en Karl Dankwart zorgde voor de muurschilderingen.

## Interieur
Binnen in de kerk staat een preekstoel in de vorm van een boot en het hoogaltaar met een ebbenhouten tabernakel, versierd met zilveren ornamenten.